# Mesophylax aethiopicus
Mesophylax aethiopicus är en nattsländeart som beskrevs av Malicky 1976. Mesophylax aethiopicus ingår i släktet Mesophylax och familjen husmasknattsländor. Inga underarter finns listade i Catalogue of Life.